# مارتل (نبراسکا)
مارتل (به انگلیسی: Martell) یک منطقهٔ مسکونی در ایالات متحده آمریکا است که در شهرستان لنکستر، نبراسکا واقع شده‌است. مارتل ۴۰۶٫۰ متر بالاتر از سطح دریا قرار دارد.